# November 2021
Portal Geschichte | Portal Biografien | Aktuelle Ereignisse | Jahreskalender | Tagesartikel

◄ |
20. Jahrhundert |
21. Jahrhundert

◄ |
1990er |
2000er |
2010er |
2020er
| 2030er | 2040er

◄ |
2017 |
2018 |
2019 |
2020 |
2021
| 2022 | 2023 | 2024 | 2025 | ►

◄ |
August 2021 |
September 2021 |
Oktober 2021 |
November 2021 |
Dezember 2021 |
Januar 2022 |
Februar 2022 |
►
Dieser Artikel behandelt tagesbezogene Nachrichten und Ereignisse im November 2021.

## Tagesgeschehen

### Montag, 1. November 2021
- Berlin/Deutschland: Bodo Ramelow tritt die Nachfolge von Reiner Haseloff als Bundesratspräsident an.
- Glasgow/Vereinigtes Königreich: Bei einem Treffen des Präsidenten von Madagaskar, Andry Rajoelina, mit seinem Amtskollegen von den Seychellen, Wavel Ramkalawan, geht es um die maritime Sicherheit im Indischen Ozean sowie das Eindämmen von Goldschmuggel.[1]
- Lagos/Nigeria: Beim Einsturz eines im Bau befindlichen Hochhauses im Stadtteil Ikoyi kommen mindestens 36 Personen ums Leben.[2][3]

### Dienstag, 2. November 2021

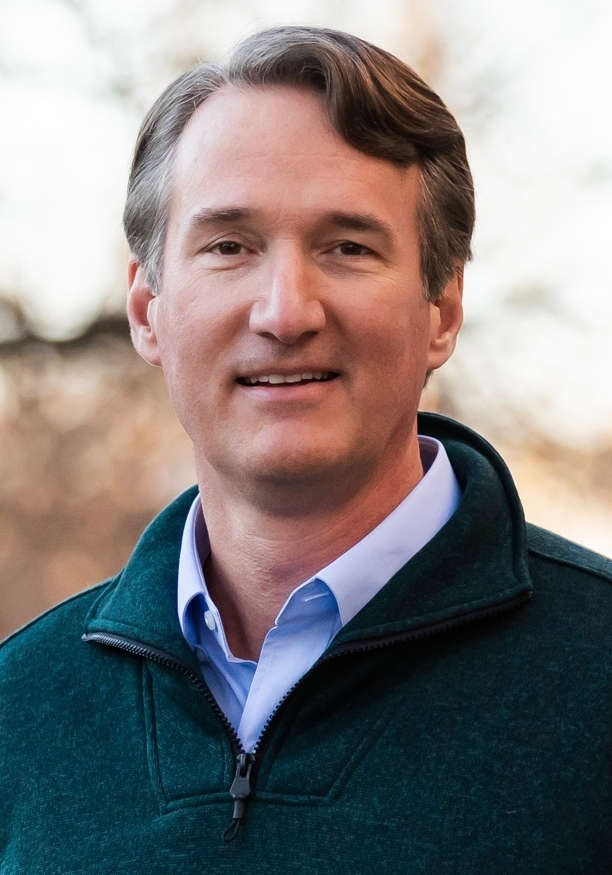
Glenn Youngkin

- Banibangou/Niger: Bei einem Angriff auf das Dorf Adab-Dab bei Banibangou im Dreiländereck mit Mali und Burkina Faso werden 69 Zivilisten durch islamistische Terroristen getötet.[4]
- Kabul/Afghanistan: Bei einem Bombenanschlag auf den Eingang des Militärkrankenhauses Daoud Khan Military Hospital werden 25 Personen getötet und mindestens 50 verwundet.[5]
- Kabul/Afghanistan: Die Taliban untersagen den Gebrauch von und Handel mit Fremdwährungen.[6]
- Trenton, Richmond/Vereinigte Staaten: Gouverneurswahlen in New Jersey (Sieg des Amtsinhabers Phil Murphy) und Virginia (Glenn Youngkin von den Republikanern setzt sich gegen den Demokraten Terry McAuliffe durch), Wahl zur Vizegouverneurin und Wahl zum Attorney General in Virginia, sowie Wahlen zu den Bundesstaats-Parlamenten in New Jersey und Virginia, zwei Nachwahlen zum Repräsentantenhaus der Vereinigten Staaten in Ohio und viele Bürgermeister- und Kommunalwahlen (darunter z. B. die Hauptwahl zum neuen Bürgermeister von New York City).

### Mittwoch, 3. November 2021
- Bukavu/Demokratische Republik Kongo: 40 Kämpfer stürmen die kongolesische Stadt mit der singenden Forderung nach Freiheit. Beim anschließenden Angriff auf Sicherheitskräfte werden zwei Soldaten und ein Polizist getötet, auch sechs der Angreifer kommen beim Schusswechsel ums Leben.[7]
- London/Vereinigtes Königreich: Verleihung des Booker Prize
- Paris/Frankreich: Verleihung des Prix Goncourt

### Donnerstag, 4. November 2021
- Lissabon/Portugal: Nach dem Scheitern des Haushaltsentwurfs der Minderheitsregierung kündigt Präsident Marcelo Rebelo de Sousa für den 30. Januar 2022 vorgezogene Neuwahlen an.[8]

### Freitag, 5. November 2021
- Freetown/Sierra Leone: Bei der Explosion eines Tanklasters nach einem Verkehrsunfall bei einer Supermarkt-Tankstelle im östlichen Vorort Wellington der Hauptstadt Freetown sterben mindestens 115 Menschen.[9]

### Samstag, 6. November 2021
- Darmstadt/Deutschland: Clemens J. Setz wird mit dem Georg-Büchner-Preis ausgezeichnet.
- Wiesbaden/Deutschland: Sprengung der Salzbachtalbrücke (A66) nach Absacken dieser am 18. Juni 2021

### Sonntag, 7. November 2021
- Bagdad/Irak: Bei einem Drohnenangriff auf das Haus des irakischen Ministerpräsidenten Mustafa Al-Kadhimi werden sechs Sicherheitskräfte verletzt, der Regierungschef selbst bleibt unverletzt.[10]
- Basel/Schweiz: Verleihung des Schweizer Buchpreises.
- Kasan/Russland: Die Kurzbahneuropameisterschaften gehen zu Ende.
- Khartum/Sudan: Bei landesweiten Protesten gegen die Machtübernahme des Militärs setzen Polizei und Sicherheitskräfte Tränengas gegen die Protestierer ein.[11]
- Managua/Nicaragua: Bei den Präsidentschaftswahlen treten fünf Kandidaten gegen Amtsinhaber Daniel Ortega an, deren Wahlchancen als gering eingestuft werden.[12]
- Maradi/Niger: Beim Einsturz einer Goldmine in der Region Maradi sterben 18 Minenarbeiter.[13]
- Erdnaher Orbit: Wang Yaping absolviert als erste Chinesin einen Außenbordeinsatz im All.

### Montag, 8. November 2021
- Brusgi/Belarus: Rund 1000 Migranten versuchen, begleitet vom belarussischen Militär, die Grenze nach Polen zu überqueren. Dabei sterben einige Migranten auf beiden Seiten der Grenze.[14]
- Kiew/Ukraine: Die älteste englischsprachige Zeitung der Ukraine, die Kyiv Post, wird nach einem Streit zwischen dem Eigner und den Journalisten eingestellt. Allen Journalisten wird unmittelbar gekündigt.[15]
- Maradi/Niger: Bei einem Brand in einer Schule in Maradi sterben 26 Schüler.[16]
- Wien/Österreich: Im Kasino auf dem Schwarzenbergplatz wird der Österreichische Buchpreis 2021 verliehen. Ausgezeichnet wird Dave von Raphaela Edelbauer, der Debütpreis geht an Revolver Christi von Anna Albinus.[17]

### Dienstag, 9. November 2021
- Addis Abeba/Äthiopien: Berichten der Vereinten Nationen zufolge sind 16 UN-Mitarbeiter in der äthiopischen Hauptstadt verhaftet worden. Auch Hunderte ethnische Tigrayer sollen in Addis Abeba interniert worden sein.[18]
- Berlin/Deutschland: Der geänderte Bußgeldkatalog tritt in Kraft.
- Dapaong/Togo: Sicherheitskräfte verhindern einen Angriff auf einen Sicherheitsposten im äußersten Norden des Landes und schlagen die Angreifer, mutmaßlich Islamisten, nach Burkina Faso zurück.[19]
- Paris/Frankreich: Die Generaldirektorin der UNESCO, Audrey Azoulay, wird in ihrem Amt bestätigt.[20]
- Vilnius/Litauen: Zum ersten Mal seit der Unabhängigkeit erklärt Litauen aus Furcht vor Grenzverletzungen den Ausnahmezustand an der gemeinsamen Grenze mit Belarus.[21]

### Mittwoch, 10. November 2021
- Stockholm/Schweden: Ministerpräsident Stefan Löfven erklärt seinen Rücktritt, wird aber bis zu seiner Nachfolge die Amtsgeschäfte weiter führen. Als designierte Nachfolgerin wird die Finanzministerin Magdalena Andersson gehandelt.[22]

### Donnerstag, 11. November 2021
- Funafuti/Tuvalu: Der tuvaluische Justiz-, Kommunikations- und Außenminister Simon Kofe bekräftigt, dass auch im Worst-Case-Szenario des durch den ansteigenden Meeresspiegel möglicherweise bedingten Untergang des Staatsgebietes die Anerkennung der maritimen Wirtschaftszone unter tuvaluischer Hoheit aufrechterhalten werden solle.[23]
- Kiew/Ukraine: Die Ukraine verlegt 8.500 Polizisten und Soldaten an die gemeinsame Grenze mit Belarus, um illegale Grenzübertritte aus Belarus zu verhindern.[24]
- Wolfsburg/Deutschland: Der frühere Trainer der Fußballnationalmannschaft Joachim Löw wird offiziell mit einer Feier beim WM-Qualifikationsspiel gegen Liechtenstein verabschiedet. Viele ehemalige Spieler wie Miroslav Klose kommen zur Verabschiedung Löws, dessen Amtszeit nach 15 Jahren endete.[25]

### Freitag, 12. November 2021
- Nangarhar/Afghanistan: Während des Freitagsgebets explodiert in einer Moschee eine Bombe, die in einem Lautsprecher versteckt ist. Dabei sterben drei Personen, 15 weitere werden verletzt.[26]
- San Salvador/El Salvador: Der salvadorianische Präsident Nayib Bukele legt der gesetzgebenden Versammlung einen Gesetzentwurf vor, demzufolge kritische Berichterstattung über den Führungsstil des Präsidenten unterbunden werden soll.[27]

### Samstag, 13. November 2021
- Addis Abeba/Äthiopien: Die äthiopische Menschenrechtskommission veröffentlicht einen Bericht, nachdem Kämpfer der Volksbefreiungsfront von Tigray im Juli und August 150 Zivilisten in der Region Amhara getötet haben sollen.[28]
- Erlangen/Deutschland: Franziska Brandmann wird als Nachfolgerin von Jens Teutrine zur Vorsitzenden der Jungen Liberalen gewählt.
- Glasgow/Vereinigtes Königreich: Zum Abschluss der 26. Weltklimakonferenz einigt sich die Staatsgemeinschaft auf neue Maßnahmen im Kampf gegen den Klimawandel. So soll der Kohleausstieg eingeleitet und Klimaschutzpläne verbessert werden. Reiche Länder werden aufgefordert, ihre zugesagten Zahlungen an Entwicklungsländer zu leisten. Ein Pakt zwischen den Vereinigten Staaten und China sieht die Einrichtung einer gemeinsamen Arbeitsgruppe vor, um den Umbau zu einer klimaneutralen Weltwirtschaft zu beschleunigen.[29]
- Guayaquil/Ecuador: Bei einem gewaltsamen Gefangenenaufstand in einer Justizvollzugsanstalt in Guayaquil kommen mindestens 68 Personen ums Leben.[30]

### Sonntag, 14. November 2021
- Buenos Aires/Argentinien: In Argentinien finden Legislativwahlen statt. Dabei werden 127 der 257 Sitze in der Abgeordnetenkammer sowie 24 der 72 Sitze des Senats neu bestimmt.[31]
- Dori/Burkina Faso: Bei einem islamistischen Angriff innerhalb eines Armeestützpunktes in Inata im äußersten Norden des Landes sterben mindestens 53 Personen, darunter 49 Soldaten.[32]
- Dubai/Vereinigte Arabische Emirate: Beginn der Dubai Air Show (bis 18. November)
- Dubai/Vereinigte Arabische Emirate: Im Finale des T20 World Cups im Dubai International Cricket Stadium besiegt Australien Neuseeland mit acht Wickets und sichert sich damit den ersten Weltmeisterschaftstitel in diesem Cricket-Format.
- Sofia/Bulgarien: In Bulgarien finden die planmäßige Präsidentschaftswahl und die vorgezogene Parlamentswahl (die dritte Wahl dieses Jahr) statt.

### Montag, 15. November 2021
- Antereen/Kiribati: Neuseeland erklärt sich bereit, nach einem Hilfeersuchen der Bewohner der kiribatischen Insel Banaba Trinkwasser zu liefern, da nach ausbleibenden Regenfällen und einem Ausfall der Meerwasserentsalzungsanlage die Trinkwasserversorgung auf der Insel zusammengebrochen war. Neuseeland unterstützt Kiribati schon länger in der Wasserversorgung bei Auftreten von Dürren.[33]
- Schwerin/Deutschland: Gut sieben Wochen nach der Landtagswahl wird Manuela Schwesig als Ministerpräsidentin von Mecklenburg-Vorpommern im Amt bestätigt, damit kann die neue Landesregierung ihre Amtsgeschäfte aufnehmen.
- Washington, D.C./Vereinigte Staaten: US-Präsident Joe Biden setzt ein Abkommen im Bereich der Infrastruktur und Arbeitsplätze im Umfang von 1,2 Billionen US-Dollar in Kraft.[34]

### Dienstag, 16. November 2021
- Jerewan/Armenien: Bei wiederaufflammenden Kämpfen zwischen Armenien und Aserbaidschan um die umstrittene Region Bergkarabach werden 19 armenische Soldaten getötet, 12 weitere geraten in aserbaidschanische Gefangenschaft. Ein von Russland vermittelter Waffenstillstand beginnt am Abend.[35]
- Niamey/Niger: Unbekannte Bewaffnete töten 25 Zivilisten im Südwesten von Niger. Niemand bekennt sich zu diesem Verbrechen.[36]

### Mittwoch, 17. November 2021
- Berlin/Deutschland: Verleihung des Deutschen Zukunftspreises.
- Khartum/Sudan: Bei andauernden Protesten gegen den Militärputsch eröffnen Sicherheitskräfte das Feuer auf die Protestierer und töten 14 von ihnen.[37]
- Tallinn/Estland: Bei einer kurzfristig anberaumten Militärübung beruft Estland 1.700 Reservisten ein. Ziel der Übung vor dem Hintergrund der Migrationskrise in Belarus ist es, die Grenze zu Russland besser schützen und verteidigen zu können.[38]

### Donnerstag, 18. November 2021
- Berlin/Deutschland: Ende der Abstimmung zum Vogel des Jahres
- Nadschaf/Irak: Der einflussreiche schiitische Geistliche Muqtada as-Sadr ruft nicht-staatliche paramilitärische Gruppierungen auf, ihre Waffen abzugeben. Am Folgetag kündigt er an, eine ihm loyale bewaffnete Gruppe aufzulösen.[39]
- Nukuʻalofa/Tonga: In Tonga finden Parlamentswahlen statt.[40]

### Freitag, 19. November 2021
- Berlin/Deutschland: Die Herbstvollversammlung des Zentralkomitees der deutschen Katholiken wählt Irme Stetter-Karp zur neuen Präsidentin des ZdK.
- Victoria/Kanada: Nach anhaltenden Niederschlägen und damit bedingten Überschwemmungen und Erdrutschen verhängt die Regierung von British Columbia den Notstand über die kanadische Provinz. Die Abgabe von Benzin und Diesel im Großraum Vancouver wird auf 30 Liter pro Tankstellenbesuch begrenzt.[41]

### Samstag, 20. November 2021
- Rotterdam/Niederlande: Nach Verkündung neuer Maßnahmen im Kampf gegen die Corona-Pandemie kommt es zu gewaltsamen Protesten. Die Polizei vermeldet 51 Festnahmen, die Hälfte der Festgenommenen sind dabei Jugendliche.[42]

### Sonntag, 21. November 2021

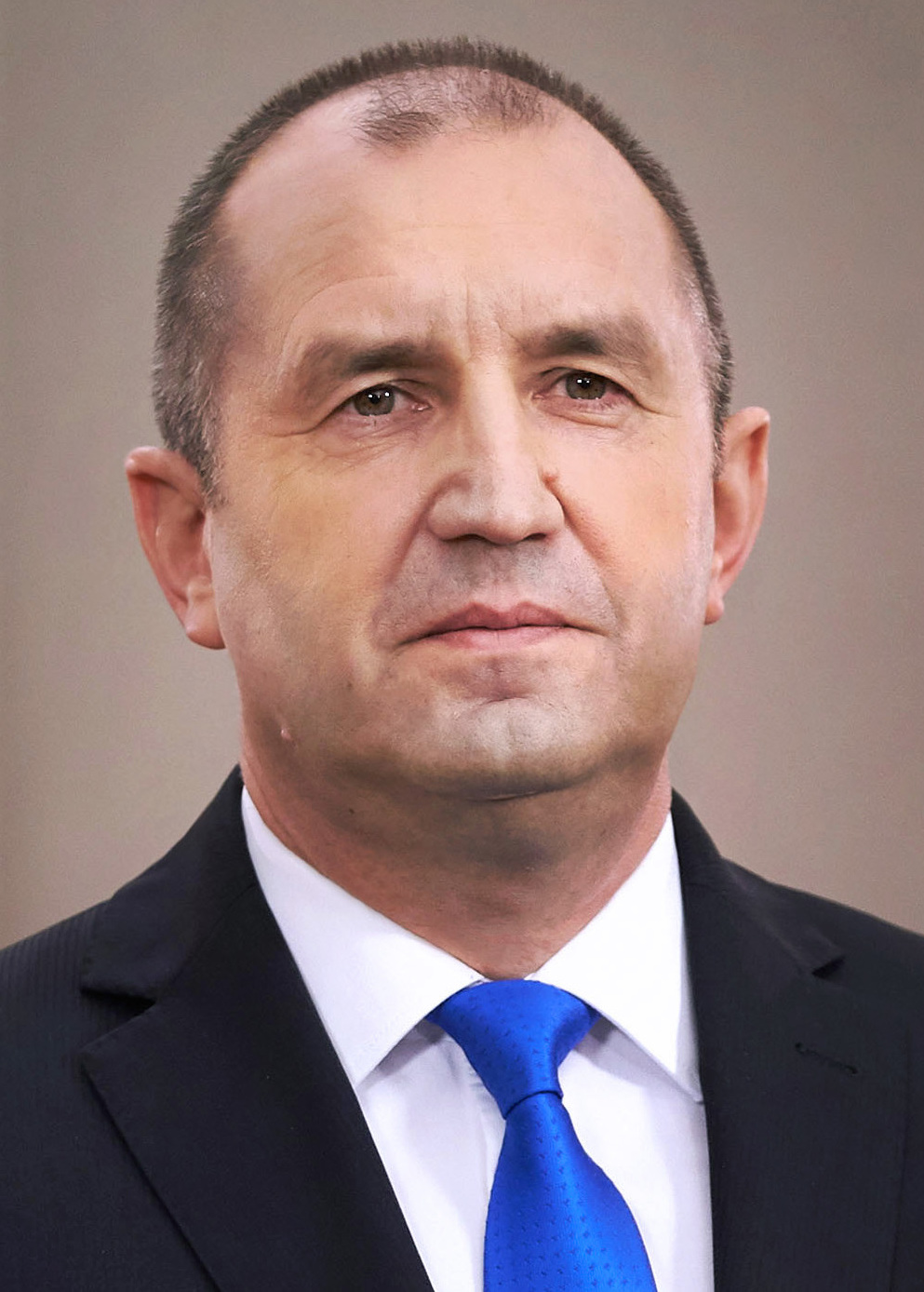
Rumen Radew

- Khartum/Sudan: Der vom Militär abgesetzte Regierungschef Abdalla Hamdok kehrt nach einem Abkommen mit den Putschisten in sein Amt zurück.[43]
- Los Angeles/Vereinigte Staaten: Verleihung der American Music Awards
- Santiago de Chile/Chile: Bei den Präsidentschaftswahlen erreicht keiner der Kandidaten die absolute Mehrheit, so dass ein zweiter Wahlgang am 19. Dezember notwendig wird.
- Sofia/Bulgarien: In Bulgarien findet die Stichwahl zum Wahl des Präsidenten statt. Amtsinhaber Rumen Radev setzt sich dabei gegen Anastas Gerdschikow, Rektor der Universität Sofia, durch.
- Turin/Italien: Letzter Tag der ATP Finals
- Waukesha/Vereinigte Staaten: In Waukesha, einem Vorort der Großstadt Milwaukee im US-Bundesstaat Wisconsin, steuert ein Fahrer einen Geländewagen in eine Straßenparade. Mindestens fünf Menschen kommen ums Leben; 40 werden verletzt.[44]
- Wien/Österreich: Auf ORF III wird die Verleihung des Nestroy-Theaterpreises 2021 übertragen. Der Preis für das Lebenswerk geht an Elfriede Jelinek, der Autorenpreis an Miroslava Svolikova für Rand. Als beste Schauspieler werden Lina Beckmann und Michael Maertens ausgezeichnet, in der Kategorie Bester Nachwuchs werden Paula Nocker und Gregor Schulz geehrt. Den Publikumspreis erhält Verena Altenberger.[45]

### Montag, 22. November 2021
- Caracas/Venezuela: Nach massiven Verlusten bei den am Vortag abgehaltenen Regionalwahlen fordert Oppositionsführer Juan Guaidó die Neustrukturierung einer vereinten Opposition.[46]
- London/Vereinigtes Königreich: Nach stark gestiegenen Gaspreisen beantragt der siebtgrößte britische Energiekonzern Bulb Energy Insolvenz. Die Energieversorgung der 1,7 Millionen Kunden sei gesichert.[47]

### Dienstag, 23. November 2021
- Kiew/Ukraine: Die ukrainische Regierung sorgt sich um einen Konflikt im von Russland kontrollierten Osten des Landes nach einer Vergrößerung des Kontingents russischer Truppen nahe der ostukrainischen Grenze sowie der Mobilmachung von Reservisten unter den Separatisten.[48]
- Sofia/Bulgarien: Bei einem Busunglück sterben 46 Menschen, darunter 12 Kinder. Die Opfer stammten großenteils aus Nordmazedonien.[49]

### Mittwoch, 24. November 2021
- Berlin/Deutschland: Achteinhalb Wochen nach der Bundestagswahl präsentieren Vertreter der drei Parteien SPD, Bündnis 90/Die Grünen und FDP den ausgehandelten Koalitionsvertrag. Darin festgehalten sind unter anderem mehr Maßnahmen für den Klimaschutz und den Ausstieg aus der Kohleverstromung, die Anhebung des Mindestlohnes und eine Reform der Hartz IV-Gesetzgebung, die Verlängerung der Mietpreisbremse und der Einstieg des Staates als Bauherr im größeren Stil im Immobilienmarkt, Beschleunigung von Asylverfahren und Reduktion irregulärer Migration, mehr Digitalisierung der Verwaltung und Ausbau der flächendeckenden Versorgung mit Glasfaser sowie Legalisierung von Cannabis in lizenzierten Geschäften für Erwachsene. Darüber hinaus soll es mehr Geld für die Pflege und den Verkehrsträger Schiene geben, die Schuldenbremse soll ab 2023 eingehalten werden, Steuererhöhungen sind nicht vorgesehen. Als vordringlichste Aufgabe wird das Besiegen der Corona-Pandemie genannt.[50]
- Berlin/Deutschland: Die Neufassung des Infektionsschutzgesetzes tritt in Kraft.
- Honiara/Salomonen: Nach gewalttätigen Demonstrationen, Plünderungen und Brandstiftungen, bei denen das Parlamentsgebäude in Mitleidenschaft gezogen wurde, verhängt die salomonische Regierung einen 36-stündigen Lockdown in der Hauptstadt Honiara. Auslöser der Gewalt waren Demonstranten von der Insel Malaita, die gegen die Nichtumsetzung von Wahlversprechen demonstrierten. Hintergrund ist ein chinesisch-taiwanischer Konflikt: Während die Regierung die diplomatischen Beziehungen zu Taiwan abbrechen und mit China aufnehmen möchte, sprechen sich die Bewohner Malaitas dagegen aus, was zu einem Unabhängigkeitsreferendum geführt hat, das die Regierung zurückgewiesen hatte.[51]
- Speyer/Deutschland: Nach einer fast dreijährigen Sperrung wird die grundlegend sanierte Salierbrücke wieder für den Verkehr freigegeben.

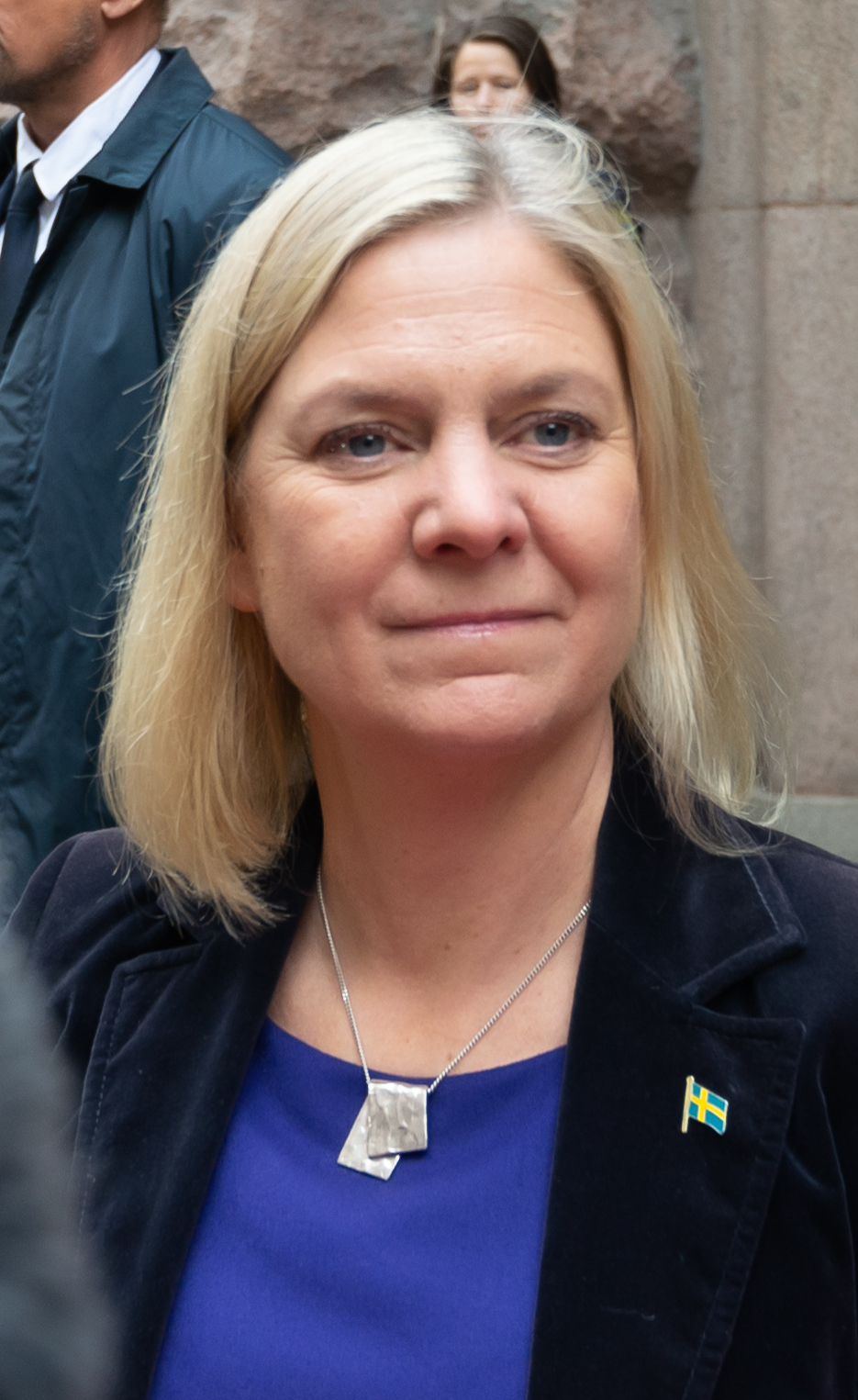
Magdalena Andersson

- Stockholm/Schweden: Die Sozialdemokratin Magdalena Andersson wird vom Schwedischen Reichstag zur ersten Ministerpräsidentin des Landes gewählt. Nach einem Streit über die Haushaltspläne ihrer Minderheitsregierung reicht sie am selben Tag ihren Rücktritt ein.[52]
- Washington, D.C./Vereinigte Staaten: Beginn der NASA-Mission Double Asteroid Redirection Test im Rahmen des Asteroid Impact & Deflection Assessment

### Donnerstag, 25. November 2021

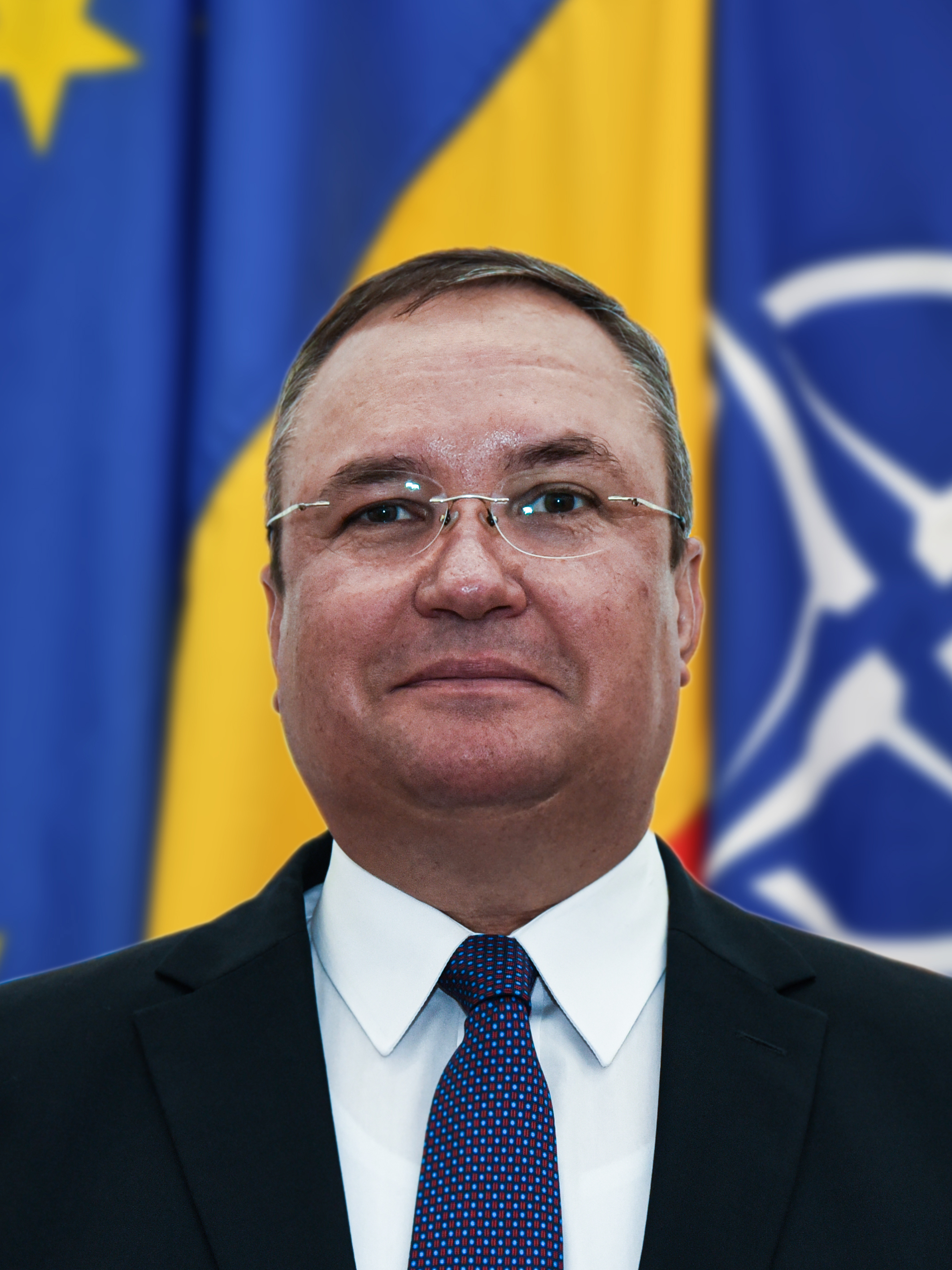
Nicolae Ciucă (2019)

- Bukarest/Rumänien: Nicolae Ciucă wird zum Ministerpräsidenten gewählt. Damit enden Monate ohne mehrheitsfähige Regierung. Die neue Dreiparteienkoalition aus Liberalen, Sozialdemokraten und der Partei der ungarischen Minderheit verfügt über eine Zweidrittelmehrheit im Parlament.[53]
- Leninsk-Kusnezki/Russland: Beim Grubenunglück von Gramoteino nahe der russischen Stadt Leninsk-Kusnezki in der Oblast Kemerowo sterben mindestens 52 Personen, davon 46 Bergleute und 6 Rettungskräfte.[54]
- Mogadischu/Somalia: Bei der Explosion einer Autobombe in der somalischen Hauptstadt, deren Ziel ein Konvoi der Vereinten Nationen darstellte, kommen acht Personen ums Leben, 17 werden verletzt. Die Dschihadistengruppe Al-Shabaab reklamiert den Anschlag für sich.[55]

### Freitag, 26. November 2021
- Genf/Schweiz: In einer Dringlichkeitssitzung stuft die Weltgesundheitsorganisation die in Südafrika sequenzierte Variante B.1.1.529 des Corona-Virus, nun Omikron genannt, als besorgniserregend ein.[56] Neben den Staaten der Europäischen Union verhängen auch das Vereinigte Königreich, Japan, Israel, die Vereinigten Staaten, Kanada, Marokko, die Türkei, Singapur und die Vereinigten Arabischen Emirate weitgehende Reisebeschränkungen gegen Staaten des südlichen Afrikas.[57] Die neuen Reisebeschränkungen führen zum stärksten Einbruch am europäischen Aktienmarkt seit Juni 2020.[58]

### Samstag, 27. November 2021
- Östersund/Schweden: Beginn der neuen Saison des Biathlon-Weltcups.

### Sonntag, 28. November 2021
- Bern/Schweiz: Eidgenössische Volksabstimmungen
- Bischkek/Kirgisistan: Parlamentswahl

### Montag, 29. November 2021
- Houston/Vereinigte Staaten: Die Tischtennis-WM geht zu Ende.
- Karlsruhe/Deutschland: Im Verfahren von Maike Kohl-Richter gegen Heribert Schwan wegen dessen Buches Vermächtnis. Die Kohl-Protokolle entscheidet der Bundesgerichtshof, dass Ansprüche auf Schmerzensgeld aufgrund verletzter Persönlichkeitsrechte nicht vererbbar seien.
- New York/Vereinigte Staaten: Bei der Verleihung der Gotham Awards wird Frau im Dunkeln von Maggie Gyllenhaal in vier Kategorien ausgezeichnet.
- Stockholm/Schweden: Die Sozialdemokratin Magdalena Andersson wird erneut vom Schwedischen Reichstag zur Ministerpräsidentin gewählt.

### Dienstag, 30. November 2021

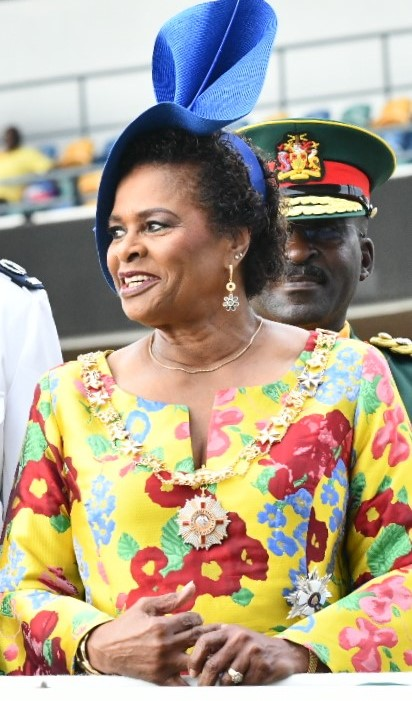
Sandra Mason (2019)

- Bridgetown/Barbados: Der karibische Inselstaat ändert seine Staatsform von einer parlamentarischen Monarchie zu einer Republik, zugleich tritt die bisherige Generalgouverneurin Sandra Mason ihr Amt als Präsidentin an.
- Paris/Frankreich: Josephine Baker wird in das Panthéon aufgenommen.